# Miguel Merentiel
Miguel Ángel Merentiel Serrano (ur. 24 lutego 1996 w Paysandú) – urugwajski piłkarz występujący na pozycji napastnika lub skrzydłowego, od 2023 roku zawodnik argentyńskiego Boca Juniors.